# Campo Arbaco
Campo Arbaco är en ort i Mexiko.   Den ligger i kommunen Culiacán och delstaten Sinaloa, i den västra delen av landet, 1 000 km nordväst om huvudstaden Mexico City. Campo Arbaco ligger 28 meter över havet och antalet invånare är 113.
Terrängen runt Campo Arbaco är platt. Runt Campo Arbaco är det ganska tätbefolkat, med 155 invånare per kvadratkilometer. Närmaste större samhälle är Villa de Costa Rica, 2,8 km nordost om Campo Arbaco. Trakten runt Campo Arbaco består till största delen av jordbruksmark.